# Jalaksana (plaats)
Jalaksana is een bestuurslaag in het regentschap Kuningan van de provincie West-Java, Indonesië. Jalaksana telt 6065 inwoners (volkstelling 2010).